# Gonda Béla (mérnök, 1851–1933)
Gonda Béla (Szőlőske, 1851. december 28. – 1933. augusztus 7.) magyar mérnök, szakíró, tanár, a Vaskapu-szoros szabályozója, a magyar tengerkutatás megszervezője. Nagy Irma tanítóképző-intézeti igazgató férje.

## Életútja
Zemplén vármegyében  született, apja, Gonda Péter református lelkész volt.
1869-ig a Sárospataki Református Gimnáziumban, majd a bécsi és a budapesti műszaki egyetemeken tanult, itt töltött három év után tanulmányait félbeszakítván, 1872-ben a Felső Torontáli Ármentesítő Társulat nagyszabású zsilipépítési, ármentesítő és belvízrendező munkálatainál vállalt állást, ahonnan másfél év múlva a műegyetemre visszatért és tanulmányait 1875-ben befejezte.
1875–76-ban a Magyaróvári Királyi Gazdasági Akadémia hallgatója, mezőgazdasági tanulmányokat folytatott, emellett öntözéssel kapcsolatos előadásokat is tartott.
1882-ben a közmunka- és közlekedésügyi miniszter műszaki tanácsának főmérnöke lett, következő évtől a Vaskapu szabályozásáért, a hajózásért és kikötőépítésért felelős főosztály vezetője lett. A Vaskapu szabályozásában végzett munkájáért Magyarországon és külföldön is számos kitüntetést kapott.
1912-ben vonult nyugdíjba. Sírja a Fiumei úti sírkertben található.

## Újságírói munkája
1871-től a Szily Kálmán alapította Természettudományi Közlöny munkatársa. 1877-ben megindította a Gazdasági Mérnök című hetilapot,   melyet 1880-ban Műszaki Hetilap címmel gazdasági információs lappá fejlesztett. 1880-ban és a rákövetkező évben az Ellenőr című lapot is szerkesztette. 1897-ben újabb szaklapot alapított, Magyar Hajózás címmel. Később ő szerkesztette A Tenger című szaklapot is.

## Tanári munkája
1878-tól tanított a Magyaróvári Gazdasági Akadémián és a budapesti műegyetemen, 1880-tól a Felső Ipariskolában, később a Budapesti Külkereskedelmi Akadémián.

## Közéleti tevékenysége
1918-ban megalapította a Bethlen Gábor Irodalmi és Nyomda Részvénytársaságot és a Bethlen könyvkereskedést. A magyar református közélet aktív résztvevője volt.
Tudományos expedíciókat szervezett az Adriai-tengerre. A budapesti VIII. kerületi Baross utcában tengerészeti szakkönyvtárat hozott létre. Vezette az Adria Egyesületet, amely bekapcsolódott a két világháború közti magyar revizionista propagandába és tagja közt volt többek közt Horthy Miklós kormányzó és Herczeg Ferenc író, a Magyar Revizionista Liga elnöke.

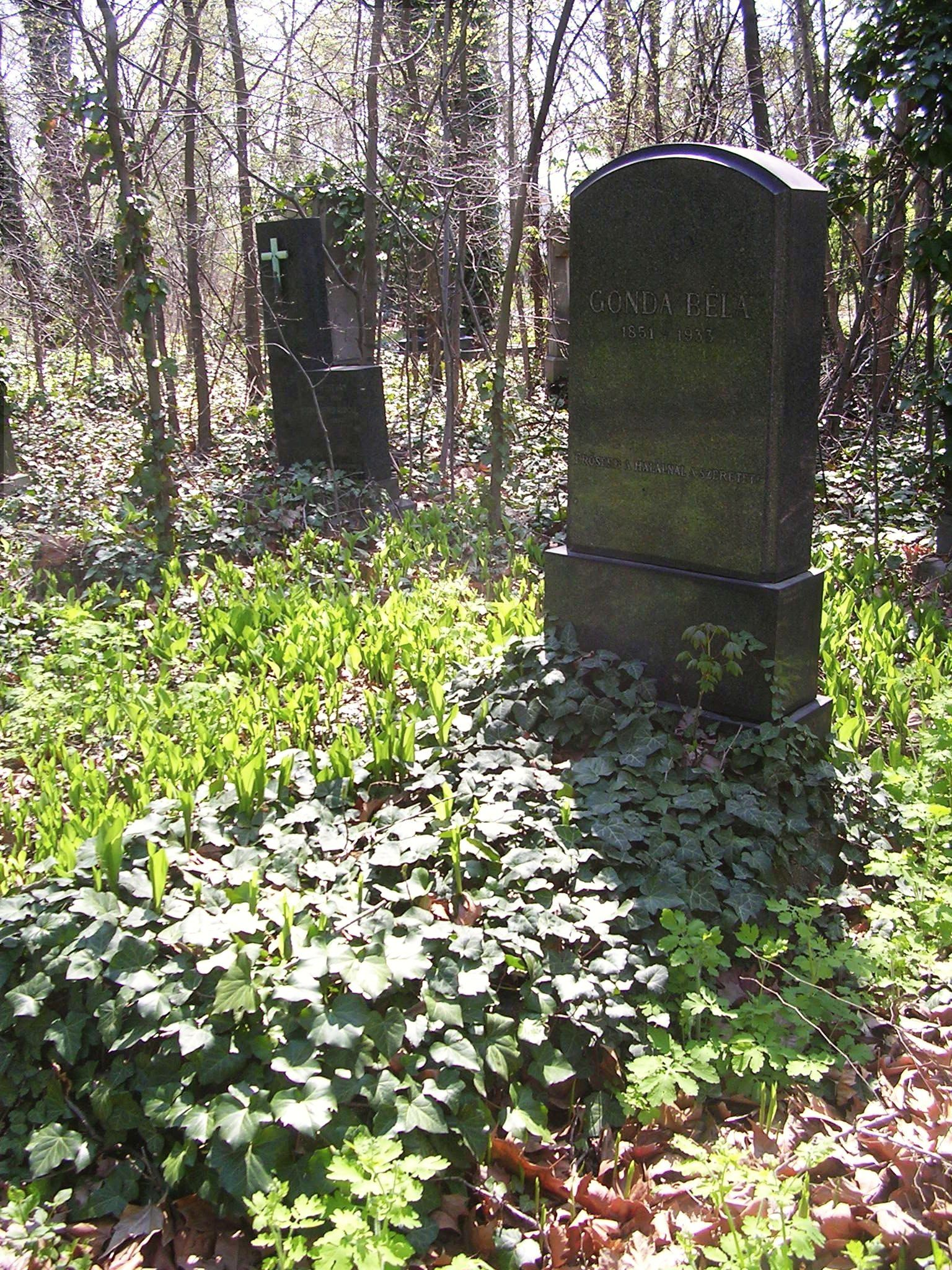
Sírja a Fiumei úti sírkertben, 2005-ben (47/1-1-5).

## Fontosabb művei
- Az aldunai Vaskapu és az ottani többi zuhatag szabályozása (Budapest, 1892, II. K. 1896; németül és franciául is kiadták)
- Vásárhelyi Pál élete és művei (Budapest, 1896)
- A magyar hajózás (Budapest, 1899; később németül és franciául is)
- A magyar tengerészet és a fiumei kikötő Eredetileg a Magyar Mérnök- és Építész-Egylet Közlönyében (Budapest, 1906)
- A tengeralattjáró hajók (Budapest, 1915)
- Türr István életrajza (Budapest, 1925)

Társszerzője volt a Magyarország vármegyéi és városai sorozat Fiume és a magyar-horvát tengerpart című kötetének. 1922 és 1924 közt jelent meg szerkesztésében a Bethlen naptár (Magyar református családok képes naptára).